# Télé TNT Programmes
Télé TNT Programmes était un hebdomadaire de presse de télévision appartenant au Groupe Michel Hommell. Il relayait toute l'actualité de la TNT, ainsi que les programmes télé des 18 chaînes de la TNT gratuite et des 9 chaînes de la TNT payante

## Contenu éditorial
Tous les programmes des 18 chaînes gratuites et des 9 chaînes payantes de la télévision numérique terrestre française, soit 31 chaînes classées dans l'ordre de numérotation sur sept pages par jour, avec les chaines de la TNT régionale.
Ce guide des programmes a cessé de paraître à la mi-janvier 2012 après 303 numéros : ses abonnés auront reçu jusqu'à la fin du mois de janvier 2012 le magazine Télé 7 Jours en remplacement.